# Euxoa insulsa
Euxoa insulsa är en fjärilsart som beskrevs av Walker 1856. Euxoa insulsa ingår i släktet Euxoa och familjen nattflyn. Inga underarter finns listade i Catalogue of Life.